# Abdelkarim Semmar
Abdelkarim Semmar (arabisch عبد الكريم السمار; * 1937 in Rabat; † 1. November 2009 in Riad) war ein marokkanischer Diplomat.

## Werdegang
1961 wurde er Bachelor der Philosophie sowie der Sozialwissenschaft der Universität Alexandria.
Er war Dozent an der Verwaltungsschule in Rabat.
Anschließend wurde er bei der Société nationale de radiodiffusion et de télévision beschäftigt.
Von 1975 bis 1978 war er Gesandtschaftsrat in Abidjan.
Von 1978 bis 1979 war er Gesandtschaftsrat in Kairo.
Von 1979 bis 1981 war er Geschäftsträger in Rawalpindi.
Von 1981 bis 1983 war er Konsul in Bobigny (Frankreich).
Von 1983 bis 1986 hatte er das Exequatur als Generalkonsul in Paris.
Von 1986 bis 1992 war er Botschafter in Abu Dhabi (Vereinigte Arabische Emirate).
Von 1993 bis 1996 war er Botschafter in Algier.
Ab 1997 war er Botschafter in Riad, wo er mit 72 Jahren, im Amt, im Krankenhaus verstarb.